# ناحية الطليعة
ناحية الطليعة أحد النواحي التابعة لقضاء القاسم في محافظة بابل في العراق ، تقع إلى الجنوب الغربي من المحافظة ويمر فيها الطريق الرابط بين محافظة بابل ومحافظة الديوانية وتقع إلى الجنوب من مدينة القاسم (مدينة) بكيلومترات قليلة ، تشتهر الناحية بالزراعة . 